# Tricassa madagascariensis
Tricassa madagascariensis là một loài nhện trong họ Lycosidae.
Loài này thuộc chi Tricassa. Tricassa madagascariensis được Rudy Jocqué & Mark Alderweireldt miêu tả năm 2001.